# Anisostena ariadne
Anisostena ariadne es una especie de coleóptero de la familia Chrysomelidae. Fue descrita científicamente por primera vez en 1841 por Edward Newman.
Miden 4.6 a 5.3 mm. Se encuentran en el este de Estados Unidos. Los adultos son activos de abril a septiembre.